# Excérébration

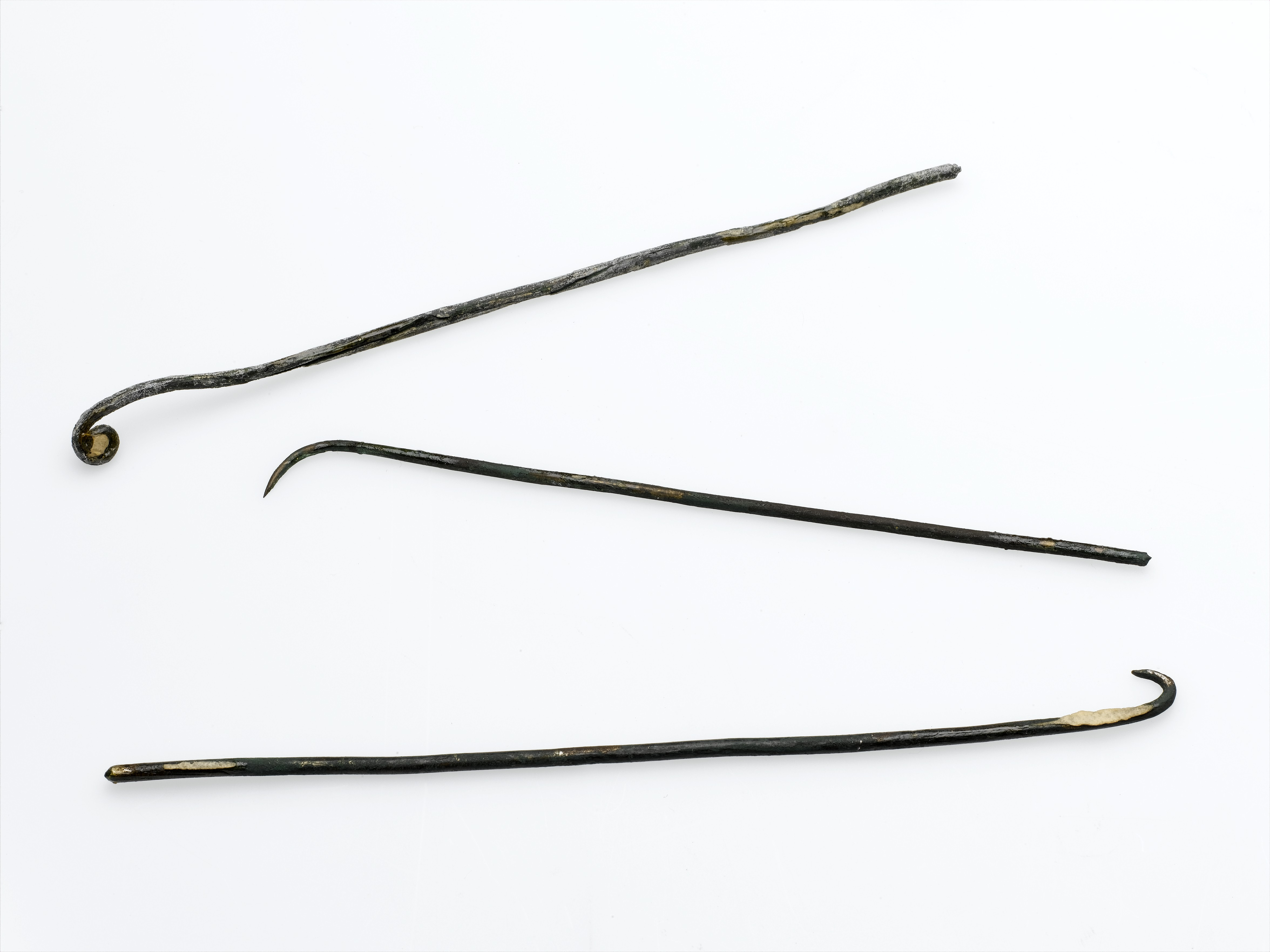
Copies de crochets utilisés pour extraire le cerveau lors de l'embaumement (d'après des instruments utilisés en Égypte antique).

L'excérébration est une technique consistant à retirer le cerveau de la boîte cranienne particulièrement durant les pratiques funéraires. Si cette pratique est principalement connue et documentée durant l'Égypte antique, elle continue à être employée dans les siècles postérieurs.

## Dans l'Égypte antique
L'excérébration est une étape de la procédure de momification égyptienne consistant à prélever le cerveau des cadavres avant leur embaumement. Au Ve siècle av. J.-C., l'historien grec Hérodote, qui se rendait souvent en Égypte, écrit à propos de ce processus : « Après s'être mis d'accord sur un prix, les porteurs s'en vont, et les ouvriers, laissés seuls sur place, embaument le corps. S'ils procèdent dans les règles de l'art, ils retirent d'abord une partie du cerveau par les narines avec un crochet en fer et injectent certaines substances dans ce qu'il reste ».
Un objet de plus de dix-huit centimètres de long, probablement fabriqué à partir de plantes du groupe des monocotylédones (tels la palme et le bambou) aurait été utilisé pour liquéfier et enlever le cerveau. L'instrument serait inséré par un trou percé dans l'os ethmoïde près du nez. Certaines parties du cerveau seraient enroulées autour de ce bâton et retirées, et les autres parties seraient liquéfiées. La momie égyptienne serait alors mise sur le ventre et le liquide drainé à travers le trou nasal avant de passer à la suite de l'embaumement.
La destruction du cerveau n’est pas anodine, les Égyptiens ne lui accordent pas une grande importance car seul le cœur et les organes qui seront gardés dans les vases canopes sont primordiaux. Le cœur est en effet considéré comme l’organe primant sur les autres, il est le maître de nos décisions et le seul à compter lors de la « pesée de l'âme » décrite dans le Livre des morts.

## Pratique durant la Renaissance
L'historien Tracy E. Cooper montre que cette pratique est en place aussi durant les cérémonies funéraires des doges de la république de Venise et plus généralement dans l'Italie de la Renaissance lorsque des embaumements étaient réalisées.

## Dans la fiction
- Un homme est victime d'excérébration dans le roman Le Dernier Message (2021) de Nicolas Beuglet.